# PlanET Biogas Group
Die PlanET Biogas Group GmbH ist ein deutsches Unternehmen mit Sitz in Gescher in Nordrhein-Westfalen, das auf die Planung, den Bau, den Betrieb und die Wartung von Biogasanlagen spezialisiert ist. Es wurde 1998 von Jörg Meyer zu Strohe und Hendrik Becker in Vreden gegründet.
Das Unternehmen ist im Bereich der erneuerbaren Energien tätig und entwickelt unter anderem Biogas- und Biomethananlagen sowie Technologien zur CO₂-Verflüssigung. Nach eigenen Angaben wurden weltweit über 870 Projekte realisiert. Die PlanET Biogas Group ist international aktiv.

## Geschichte
(Quelle: PlanET Biogas Group)
- 1998: Gründung der PlanET Biogastechnik GmbH durch Jörg Meyer zu Strohe und Hendrik Becker
- 1999: Bau der ersten Biogasanlage in Deutschland
- 2004: Bau der ersten Biogasanlage in Japan
- 2005: Inbetriebnahme der ersten Biogasanlage in den Niederlanden
- 2006: Gründung von Niederlassungen in Frankreich und Kanada
- 2009: Bau der ersten Biomethananlage
- 2011: Eröffnung der ersten Biogasanlage im Vereinigten Königreich
- 2013: Gründung der Niederlassung in den USA
- 2018: Inbetriebnahme der ersten Biogasanlage auf den Philippinen
- 2022: Umzug zum neuen Hauptsitz in Gescher sowie Gründung der PlanET Organics Inc. in Nordamerika[4] und der PlanET Academy
- 2022: Gründung der PlanET Biogás Brasil Ltda.
- 2023: Gründung der PlanET Service Solutions

## Unternehmenskennzahlen
Nach Unternehmensangaben erzielte die PlanET Biogas Group im letzten Geschäftsjahr einen Umsatz von über 150 Millionen Euro. Das Unternehmen beschäftigt rund 400 Mitarbeitende weltweit. Es berichtet von einem kontinuierlichen Wachstum, das mit der global steigenden Nachfrage nach erneuerbaren Energien und nachhaltigen Energieerzeugungslösungen in Zusammenhang steht.

## Technologien und Dienstleistungen
Die PlanET Biogas Group entwickelt und implementiert technische Lösungen für Biogas- und Biomethananlagen sowie CO₂-Verflüssigungsanlagen. Zum angebotenen Leistungsspektrum gehören Planung, Bau und Betrieb dieser Systeme für landwirtschaftliche und industrielle Anwendungen.

### Technologische Komponenten
Zu den eingesetzten Technologien zählen Fermenter, Rührwerke und Gasspeicher. Das Unternehmen betreibt Forschungs- und Entwicklungsaktivitäten mit dem Ziel, die Effizienz bestehender Systeme zu verbessern und neue Lösungen für den Biogassektor zu entwickeln.

### Technischer und biologischer Service
Die PlanET Biogas Group bietet einen technischen Service an, der Wartung, Inspektion, Reparatur, Anlagenerweiterung und Ersatzteilversorgung umfasst. Der biologische Service beinhaltet biologische Prozessoptimierungen von Biogasanlagen. Das Leistungsangebot umfasst unter anderem Substratmanagement sowie Schulungen zur Anwendung und zum Betrieb von Biogasanlagen.
Diese Leistungen werden an verschiedenen Standorten, unter anderem in Deutschland, Frankreich und Nordamerika, angeboten. Für Langzeittests steht ein sogenannter „Minifermenter“ zur Verfügung.
Darüber hinaus betreibt das Unternehmen eine Kleinanlage (sogenannter Minifermenter), die für Langzeittests eingesetzt wird. Diese soll dazu dienen, Prozessabläufe zu analysieren und kundenspezifische Lösungen zu erproben.

### Internationale Tätigkeit
Das Unternehmen ist international aktiv und hat Projekte in Europa, Nordamerika, Südamerika und Asien realisiert.

## Tochtergesellschaft PlanET Service Solutions
Die PlanET Service Solutions GmbH ist eine Tochtergesellschaft der PlanET Biogas Group und bietet Dienstleistungen zur Instandhaltung und Optimierung bestehender Biogasanlagen an. Dazu zählt unter anderem das „RePowering“-Programm, das die Effizienz und Lebensdauer älterer Anlagen verbessern soll. Darüber hinaus werden Schulungsangebote für Betreiber bereitgestellt, die sowohl technische als auch biologische Aspekte des Anlagenbetriebs abdecken.

## Projekte und Referenzen
Nach eigenen Angaben hat die PlanET Biogas Group weltweit über 870 Biogasprojekte umgesetzt, darunter mehr als 150 Biomethananlagen. Das Unternehmen ist international tätig, mit Projekten in Europa, Nordamerika und Asien. Einige öffentlich dokumentierte Anlagen sind unter anderem in folgenden Ländern zu finden:

### Deutschland
- HT Bioenergie GbR (Schleswig-Holstein)[10]
- Biogas Neuhardenberg GmbH (Brandenburg)[11]
- Kaß-Kuhmann Biogasanlage (Nordrhein-Westfalen)[12]
- Königs Pflanzenenergie GmbH & Co. KG (Nordrhein-Westfalen)[13]

### Frankreich
- SCEA Couvé & Fils Beaulieu[14]
- SAS Bio Math[15]
- SAS Agri Energies 80[16]

### Niederlande
- Groot Zevert Vergisting (Gelderland)[17]

### USA/Kanada
- Dicklands Farm (USA)[18]
- Skymar Biogas (ehemals Lethbridge Biogas LP, Kanada)[19]

### Philippinen
- Wellisa Farm Corp.[20]

### China
- Red Star Biogas-Anlage[21]

## Unternehmensleitung
Die Geschäftsführung der Unternehmensgruppe liegt aktuell (Stand 2025) bei Roland Becker (Chief Executive Officer, CEO). Jörg Meyer zu Strohe ist als Chief Growth Officer (CGO) in der Unternehmensleitung tätig.

## Auszeichnungen
Die PlanET Biogas Group wurde mehrfach im Rahmen des Großen Preises des Mittelstandes der Oskar-Patzelt-Stiftung ausgezeichnet. Das Unternehmen war Finalist dieses Wirtschaftspreises, der jährlich an mittelständische Unternehmen in Deutschland vergeben wird und Leistungen in den Bereichen wirtschaftlicher Erfolg, Innovationskraft, soziales Engagement und Arbeitsplatzschaffung würdigt.
Die PlanET Biogastechnik GmbH, ein Unternehmen der Gruppe, erhielt zudem die Ehrenplakette des Großen Preises des Mittelstandes. Diese Auszeichnung wird an Unternehmen vergeben, die in den Vorjahren bereits als Preisträger hervorgegangen sind und weiterhin durch kontinuierliche Leistungen auffallen.
Im Jahr 2024 wurde PlanET Biogastechnik auf der EuroTier-Fachmesse mit dem Innovation Award EnergyDecentral in Gold ausgezeichnet. Prämiert wurde ein KI-gestütztes Kamerasystem zur automatisierten Überwachung und Steuerung des Rührprozesses in Biogasanlagen. Laut Veranstalter soll die Technik zur Effizienzsteigerung und nachhaltigen Betriebsweise von Biogasanlagen beitragen.